# モルゴロドク駅
モルゴロドク駅（モルゴロドクえき、Станция Моргородок）またはモルスコイ・ゴロダク駅 (モルスコイ・ゴロダクえき、ロシア語:Станция Морской Городок) は、ロシア沿海地方ウラジオストクペルヴォレチェンスキー地区にあるロシア鉄道の駅。シベリア鉄道上の駅で、エレクトリーチカが停車する。

## 駅構造
島式ホーム1面2線（ウスリースク方面）、単式ホーム1面1線（ウラジオストク方面）の計2面3線のホームを有する地上駅。駅出口及びホーム間の移動はウラジオストク方の構内踏切を経由する。駅舎がなく無人駅である。

### のりば
| ホーム | 列車                         | 行先                                                       | 備考 |
| ------ | ---------------------------- | ---------------------------------------------------------- | ---- |
| 1・3   | エレクトリーチカ（近郊列車） | ウスリースク・スパッスク＝ダリニー・チハオケアンスカヤ方面 |      |
| 2      | エレクトリーチカ             | ウラジオストク・ムィス・チュルキン方面                     |      |

## 駅周辺

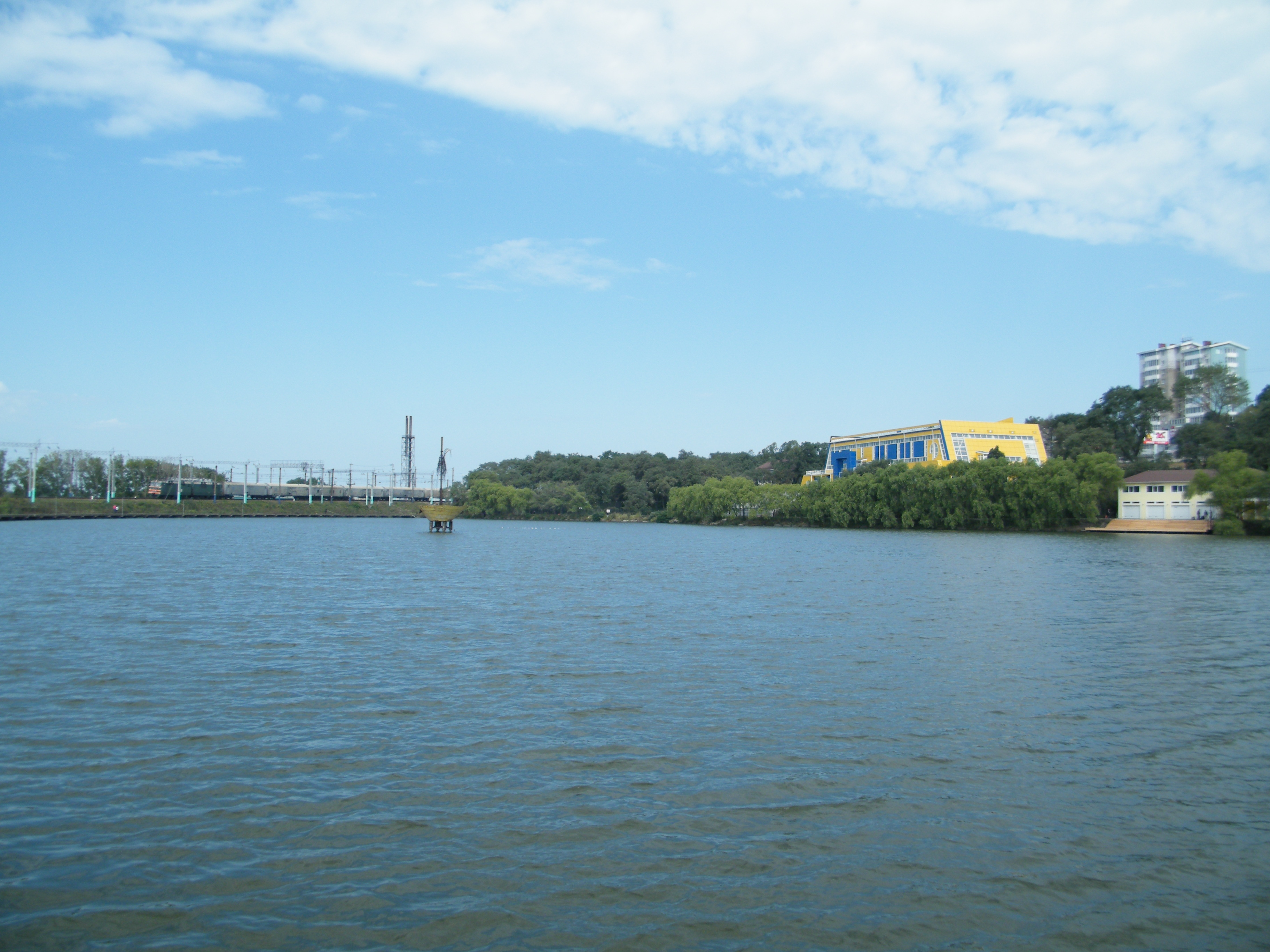
駅周辺のユーナスチ湖。車窓からも見える。

- ユーナスチ湖（ロシア語版）
- ヴフタ・キルリチノゴ・ザボーダ（ロシア語版）
- ロシア連邦道路A370
- 38番学校（Школа №38）
- イスクラ - ショッピングセンター

## 隣の駅
ロシア鉄道
シベリア鉄道本線
エレクトリーチカ（各駅停車）
フタラヤ・レーチカ駅 - モルゴロドク駅 - ペルヴァヤ・レーチカ駅
ムィス・チェルキン支線(モルゴロドク支線)
エレクトリーチカ（各駅停車）
フタラヤ・レーチカ駅（シベリア鉄道本線直通） - モルゴロドク駅 - トゥレーチヤ・ラボーチャヤ駅